# 美国种族薪资差距
虽然美国早在1865年12月6日通过的宪法第十三条修正案中就废除了奴隶制，但白人和少数族裔间的收入不均等现象仍然存在至今。
《1964年民權法案》规定，种族歧视是非法行为，但是除亚裔外，美国白人的工资仍然高于所有其他少数族裔。法案通过后，白人群体和少数族裔间薪资的差距无论是在绝对数值还是所占百分比上均逐渐缩小，但到了1970年代中期，这样的趋势开始放缓、停止甚至逆转。2009年的统计数据表明，非裔和拉丁裔美国人的平均工资水平分别相当于白人的65%和61%，只有亚裔的平均工资水平要高于白人约一个百分点。总体上，少数族裔女性的收入与白人女性相比，其差距要小于少数族裔男性与白人男性的差距。
由于工资在现代生活中扮演了不可或缺的角色，了解不同种族间薪资水平的不平等将有助于了解美国种族不平等的整体状况。美国绝大多数家庭的主要收入来源都是从劳动力市场中获得的工资，而收入则是认识财富积累上的一个重要的社会人口状况指标。

## 原因
对美国各不同种族间工资差距的研究已经揭示了多个造成白人和其他种族工资差异的原因。这些原因对不同种族薪资水平的影响程度各不相同，但大部分因素对所有种族来说都很常见。

### 教育差距
教育是对工资水平最具决定性的影响因素之一，因此也是一个造成种族薪资差异的重要因素。教育程度的不同直接导致了不同种族工资水平不同。接受更高水平的教育可以让人获得更高级别的工作职位，进而拥有更高的工资水平。玛丽·C·沃特斯和卡尔·艾什巴赫对1940至1970年代白人和黑人间薪资差距的减少进行了研究，结果发现其中的主要原因就是双方所受教育水平差距的缩小。当不同族裔间的教育水平差距减小时，他们的工资水平也相应靠拢，不过仍然不会完全消失。

### 职业分布差距

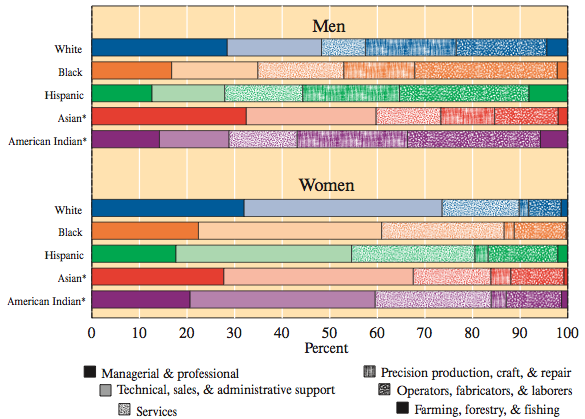
1997年美国就业人口职业分布

职业分布也会对不同种族间的工资水平构成影响。整体工资水平最高的是白人和亚裔，与黑人、西班牙裔或美洲印第安人相比，他們更多人从事着专业、行政和管理类工作。黑人和西班牙裔更多是从事蓝领类或服务类的工作，大多集中在工资水平和技术要求都比较低的职位上，如操作员、制造工和劳工，从事工资水平较高的精密制造或工艺制作类工作人数相对较少。
这种职业分布上的差异在女性中也有同样的体现。白人和亚裔女性更多从事着管理或专业性工作，而黑人、西班牙裔和美洲原住民妇女则更多是从事服务业。因此，由于一些种族更多的是从事一些报酬较少的工作，其相应的收入差距也就有所增大。
由肯尼斯·靠奇（Kenneth Couch）和玛丽·戴利（Mary Daly）进行的一项研究表明，从1970到1990年代，黑人与白人的职业分布差距呈上升趋势。1968年，黑人男性只有20%的可能会获得一位经理的工作，而白人则有40%的可能可以得到一份专业性工作。到了1998年，两个百分比分别上升到了50%和70%。虽然有所进步，但黑人和白人间的职业分布差距仍然存在。到了1998年，黑人男性从事低技术水平工作的可能性仍然高于白人男性，工资水平也同样更可能会低于后者。

### 全球化
美国经济从1970到1980年代的全球化引起了该国收入分配上的转变。美国加入全球市场经济产生了三种结果。那些拥有金融和人力资本（如教育资本）的人在新经济时代获得了成功，因为他们所提供的金錢和技能都是供不应求的。而那些只拥有勞動力的人则不再吃香，因为廉價的体力劳動在全球市场上供过于求。
在新形成的全球经济中，美国大部分生產商都以出口为主，这对受教育程度最低的美国人产生最為不利的影响，而这些人中又以少数族裔为主。新经济中对体力劳动的需求较少，这不成比例地对少数族裔产生影响，进而增大了整体工资的不均衡程度。经济结构的调整，也增大了那些受教育较少和低技術的人改善自身待遇的难度。因此，美国的全球化经济转变增大了不同教育程度人群间的收入差异，同时又因为白人和大部分少数族裔间教育程度的差异而导致其工资的差距进一步扩大。

### 地理分布
工作地点和少数族裔住所之间的地理距离会影响后者找到收入较高工作的能力。萨斯基亚·萨森（Saskia Sassen）发现，1980年代中心城市制造业工作机会的重新分配对黑人和白人间的工资差距产生了较为负面的影响，因为大部分黑人都居住在城市里。

### 外国出生
在外国出生的少数族裔来到美国工作时的工资待遇通常不如在美国出生的人。这其中又以来自日本和中国的男性和女性，以及来自菲律宾的女性受到的影响最为严重。不过，一份由詹姆斯·D·格瓦特尼（James D. Gwartney）和詹姆斯·E·隆（James E. Long）所作的研究發現，第二代移民，或是在外国出生后尚在儿童时期就移民美国的人在经济成果方面往往有比较大的成就，他们相信这是因为移民父母在某些方面的安排会更有利于其后代获得经济上的成功。

### 客户引导
将黑人和白人就业上的工资差距进行对比时，研究人员发现那些需要依赖社交上的成功才能获得较高收入的职业种族收入差异往往是最大的；反过来，那些客户类型对收入基本没有影响的职业种族收入差距也通常最小。。这种差异被认为是因员工引导，或是白人雇主安排少数族裔雇员为少数族裔客户服务所造成。例如，一位黑人房地产经销商将需要服务相对比例较高的黑人客户和社区，由于这一人群相应收入水平较低，因此这位经销商所能达成的销售业绩也会较差。这样一来，员工引导就成为一种社会形式的歧视，增大了不同族裔间的工资差距。

### 歧视
考虑了人力资本、技能和其它会影响不同种族薪资差异的因素后，许多研究人员发现仍然有部分差距没有找到原因。许多人认为这是因种族因素导致的。纯粹基于种族而给予不同的薪酬待遇属于种族歧视行为。社会学家和经济学家通过利用统计控制来确定，来自不同族裔和种族群体的人在拥有如教育程度、居住地區、性别和婚姻状况等相同背景特征时，是否能够在统计学上获得同等的收入水平。如果存在不同，那么这就将被视为种族歧视的证据。研究已经发现了针对黑人、西班牙裔、美洲原住民和亚裔的工资和就业歧视，并且这其中又以黑人的情况最为严重。
一项由艾里克·格罗德斯基（Eric Grodsky）和德瓦·佩吉尔（Devah Pager）于2001年所作的调查显示，包括人力资本和地理分布在内的个人因素在导致黑人和白人薪资差距的因素中只起到略超过一半的作用，还有20%是由于两者不同的职业分布所导致。剩下的那些既非个人因素也不是职业分布原因导致的工资差距就被认为是，或至少被部分认为是由种族歧视所导致的。
其他研究也显示种族歧视会对种族收入差距产生影响。一项研究显示74%的雇主对黑人存在种族偏见，并且黑人在同一工种下的工资水平也不及白人。无论是否是在美国出生，拉丁裔白人与不是白人的拉丁裔相比平均工资水平也更高，这表明其中可能存在基于肤色的歧视。此外，基尔申曼（Kirschenman）和内克曼（Neckerman）于1991年所做的一项研究也显示，许多雇主都公开承认自己对来自市里贫民区的黑人和工人存在歧视。对招聘所做的审计也显示劳动力市场上存在歧视，拥有同等经历水平的黑人和白人找到工作的几率约为1比3。

## 特定种族
美国境内的许多种族都与白人间存在工资水平差异，并且研究结果还显示不同的种族在造成这些差异的不同原因上所受到的影响也不尽相同。例如，黑人男性工人的平均薪资约为白人男性工人的74%，而西班牙男性工人则只占63%。为了更全面地了解美国种族薪资差距，有必要对导致不同种族个体工资差异的不同原因和结果加以了解。

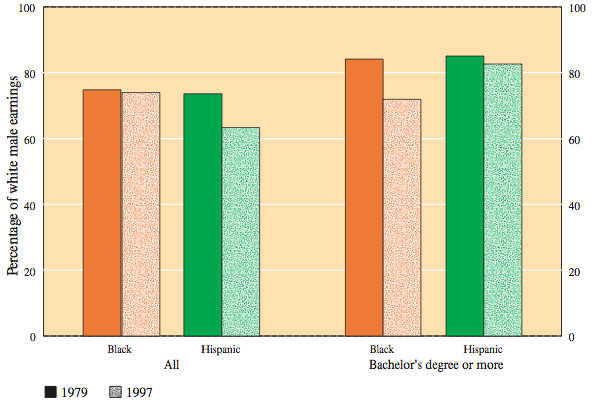
1979年和1997年，黑人与西班牙裔男性收入所占白人男性收入的百分比。

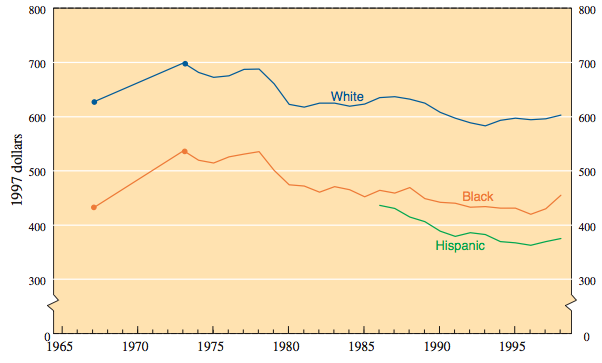
1965至1995年不同种族的周薪对比。

### 非裔
1964年民權法案禁止雇主对雇员的种族歧视行为，这是对黑人和白人工资差距最早也是最大的一个影响因素。该法案伴随着1960年代的经济繁荣一起提高了黑人的整体工资水平和教育程度，并且这一提高又反过来继续对教育产生积极影响。1940年代黑人的平均周薪仅占白人的48.4%，到了1990年代，这个比率已经提高到了75%，50年来一共提高了60%。
美国开始从法律上终结种族隔离制度后一直到1970年代中期，黑人和白人的平均工资差距进一步缩小。然而从1970年代中期直到1990年代，两者收入差距减小的速度开始放缓。从1968到1979年，黑人和白人的平均工资水平每年下降了1.2个百分点，但进入1980年代后则变成了每年增大0.24个百分点，1990年代又开始每年下降0.59个百分点。这个比例差的下降同时也伴随着黑人和白人薪资差距绝对值的减少。
分析发现了一些对黑人和白人工资差距改善上存在底层影响的因素。在1970到1990年代这几十年的进展中，黑人和白人工资差距的减少有30%可以归功于黑人在教育和经验领域发生的变化，几十年来就业分布的更加均衡也同样对其有正面影响。经确定会有助于减少薪资差距的因素包括“行业需求的变化，职业拥挤程度的加大，黑人非可观察类技能的相对恶化，男性整体薪酬水平的不平等上升”。
在1990年代黑人和白人平均工资水平差距下降的过程中，拥有潜在经验少于10年的人群所受影响最大，平均每年下降了1.4个百分点。肯尼斯·靠奇和玛丽·C·戴利在他们2002年的一份研究报告中认为，这些差距的减少与职业更为多样性以及种族间尚未发现或残留差异的减少有关。在21世纪的前十年里，黑人平均工资水平与白人相比所占比例不断发生波动，2000年是67.7%，2005年下降到64%，2008年回升到67.5%，2009年又降到64.5%。不过这一时期黑人和白人平均工资的绝对差额仍然在下降。
根据2010年美国人口普查的数据，非裔美国人一共有3600万，占人口总数的12.9%。截止2009年，黑人男性的平均年收入为23738美元，而非西班牙裔白人的平均年收入则为36785美元。
虽然自《1964年民权法案》通过后，黑人工资不平等的情况已经获得了长足的进展，但这种不平等和歧视仍然存在。由梅杰·G·科尔曼（Major G. Coleman）于2003年所做的一项研究结果显示，竞争条件类似的黑人和白人，其平均工资水平的差距非但没有减少，反而有所增加。他还发现黑人和白人工人存在同工不同酬的现象。当考虑了除种族外的所有影响因素后，科尔曼预估黑人的平均时薪为7.49美元，而白人则有8.92美元，比黑人高了19个百分点。当科尔曼再将如教育程度和技能在内的人力资本影响减去后，这一差距降到了11个百分点，他认为这11个百分点就是种族歧视所导致的。
艾里克·格罗德斯基和德瓦·佩吉尔也对工资水平的差异进行了计算，发现私营机构的黑人平均每小时要比白人同事少赚3.65美元，在公共部门也差了2.85美元。运用统计回归分析后他们发现，这一差异中有55%是由于人力资本、地区差异和婚姻状况造成，还有20%是由黑人和白人在职业分布上的差异导致。因此根据这一模型，还有25%的工资差距原因不明。
黑人女性与白人女性相比，其差距比男性更大。1970年代中期时，黑人和白人女性的薪水几乎是相等的，但自那以后，黑人女性的工资与白人女性相比差距已经扩大到10个百分点。这种变化被认为是由1970年代中期开始，白人女性参加就业的人数不断增加所导致的。
有学者认为，当参加工作的白人女性增加时，黑人女性在劳动力市场中所拥有的一些无法测量的优势差异也随之消失，整个种族工资水平的差异由此显露出来。虽然黑人和白人女性间整体上呈现出薪资差距，但到了1980年，拥有大学学历的黑人妇女收入已经超过了同样有该学历的白人女性。由于黑人女性传统上在家庭收入方面的重要作用，其收入水平已被公认为一个重要的研究领域：与其他族裔相比，黑人已婚夫妇对女方收入的依赖程度更高，并且黑人人口中单亲家庭和由女性维持家庭的比例都是最高的。

### 拉丁裔
2010年的美国人口普查显示全国一共有5030万西班牙裔少数族群人口，这些族群在工资方面存在很大差异，但全部都低于白人的平均水平。2007年，最大的西班牙裔族群源自墨西哥，有2920万人，其次是410万人的波多黎各裔和160万人的古巴裔。西班牙裔男性和女性的平均工资均低于白人和黑人，并且其相对工资水平自1979年起就一直在下降，这主要是因为新的工作对于雇员受教育程度的要求有所提高，而受过高校教育的西班牙裔男性相对工资水平变化很小。
与黑人少数族裔不同，研究结果显示造成西班牙裔平均薪资水平与白人差距的主要因素都是可观察类的技能，特别是受教育水平。因此，提高受教育水平是降低工资差距最为有效的方式。受过高等教育的西班牙裔男性的平均工资水平相当于同等教育程度白人男性的80%，比黑人男性高十个百分点。受过高等教育的西班牙裔女性则平均可以拿到同等教育程度白人女性90%的工资，与黑人女性相比也略高一筹。
虽然同等教育程度下西班牙裔的收入状况有所改善，但受教育较少的西班牙裔男性在教育回报率上仍然低于非西班牙裔男性。对1980年人口普查数据的一项研究表明，如果去除年龄、教育、英语能力、出生地和居住地等因素，西班牙裔和非西班牙裔间仍存在10%的工资差距。此外，一项针对聖地牙哥和芝加哥雇主进行的审计研究显示，无论是对西班牙裔男性还是女性，都受到了一定程度的歧视。
由于教育程度和技能是对西班牙裔薪资收入影响较大的因素，因此研究人员用不同西班牙裔族群的不同受教育水平来解释这些族群的工资差距。典型情况下，西班牙裔族群中以古巴裔收入最高，波多黎各裔收入最低，甚至与黑人和美洲印第安人相比也处在极为不利的地位。乔治·J.博尔哈斯将这种同一种族不同族群间的差距归因为两大因素：1、决定移民美国的根本原因（无论是政治还是经济原因）；2、移民适应美国劳动力市场的动力。
西班牙裔移民美国时，他们的身体和人力资本都很难转移到美国劳动力市场，对人力资本的投资必须要在美国进行才能融入美国的劳动力市场。博尔哈斯认为，以经济而非政治上的原因移民美国的西班牙裔族群有更大的动力在美国获得人力资本，因此他们就可以更快地在工资收入和经济状况上获得改善。
因此，古巴裔在美国平均工资收入相对更高的事实就可以归因于，其在美国教育和获取劳动力市场所需技能方面的投资都要领先于其他西班牙裔族群。博尔哈斯还认识到，西班牙裔移民美国的另一个重要主要原因是政治因素，他认为政治难民与因经济原因移民美国的西班牙裔相比，其为美国社会同化和获取人力资本的动力都有所不及。这导致了西班牙裔和白人受教育程度的差异，并因此导致了所观察到的工资差距。博尔哈斯根据对过去60年中西班牙裔薪资水平的分析得出结论，因为受美国社会同化的动力和其它因素上所存在的差异，波多黎各移民的工资收入需要等上25年才会反映出其同化进程，而墨西哥移民则需要15年。
与黑人女性以及西班牙裔男性不同，西班牙裔女性的平均工资水平与白人女性相比差距较小。截止1995年，除了既没有高中文凭又没有副学士学位的以外，受过其他任何程度教育的西班牙裔女性都拥有与同等受教育水平白人女性平等的薪资水平。虽然有这样一个好消息，但更广泛的研究表明，西班牙裔女性工资不平等的情况仍然存在。1990年代，西班牙裔女性的全职收入出现实质性下降，这主要是因受教育程度的差异所导致的。

### 亚裔
截止2010年，美国共有约1401万1000名亚裔。亚裔美国人是美国唯一平均收入超过白人的少数族裔。2009年亚裔男性的平均收入为37330美元，非西班牙裔白人则是36785美元。不过，并非所有亚裔族群都可以在美国获得这么高的薪水，某些亚裔族群在美国劳动力市场的状况比其它族群更好。移民历史较久远的中国、日本、菲律宾和印度裔居民的平均工资水平要高于非西班牙裔白人，但来自老挝、柬埔寨和越南的情况则相反。
亚裔工资水平较高的部分原因是其高于平均的受教育程度，在1990年代，23.3%的美国男性人口拥有大专以上学历，而印度裔、菲律宾裔和中国裔的男性美国公民的这一比例分别为48.7%、41.6%和35%。更高的教育资历弥补并掩盖了亚裔和白人的同工不同酬现象。如果各项影响工资水平的因素上双方条件都相同，白人在几乎所有职业领域的工资都高于亚裔。不过双方的差距正在减少，亚裔因为受到更高程度的教育而获得了更多的收入，其工资已经达到白人同类工作的92%。

### 美洲印第安人
美国境内的美洲印第安人少数族裔是收入最低的群体，对他们的这方面研究也少于其他少数族群。1990年，美洲印第安人家庭的平均年收入仅有21750美元，仅占所有家庭的平均年收入35225美元的62%。研究人员认为这一差异主要是由“人力资本差异”所导致，而对歧视是否影响了美洲印第安人工资水平的问题仍然存在争论。

## 私营和公共部门就业
观察表明，黑人与白人的工资差距在私营和公营部门又有所不同。一项2001年的分析显示，私营部门黑人和白人平均时薪相差3.65美元，差距有34%。而在公营部门，这个差距则缩小到了21%，2.85美元。黑人就业人口中有23%在公营部门，77%在私营部门，其中对前者工资影响最大的因素是个人资历，但从后者来看情况就不一样了。
同时，研究还表明公营部门中因受教育程度和潜在工作经验而导致的收入差距比在私营部门更大。此外，私营部门黑人男性的薪酬提升绝对数额较高，但低于同等程度下的白人，而在公营部门没有发现这样的情况。

## 政策讨论
虽然已经有过多个消除不同种族薪资差距的解决方案被提出，但没有任何一个可以消除即便单个种族中所存在的工资差异。研究表明，不同的少数族裔存在不同的薪酬差距，并且引起这一差距的原因也各不相同，所以公共政策将对不同的少数族裔产生不同的影响，有效的策略也就必须考虑每一种族群的独特情况以及将会受到的影响。社会学家道格拉斯·梅西提出了两种减轻工资不平等程度的解决方案：对教育上做更大的投资和消除种族隔离。他指出，在一个全球化的市场经济条件下，那些只能提供体力劳动的人处境最为不利。
梅西认为，对教育，特别是高等教育的投入可以提高经济增速，降低收入不平等程度。而消除种族隔离则可以打破包括收入隔离在内的多个不同种族间存在的分歧。梅西指出，要想废除种族隔离，已经到位的简单法律手段，像《公平住房法》、《住房抵押贷款披露法》和《社区再投资法》都是必须的。而在更为具体的政策方面，专注于教育和语言不平等将有助于均衡就业机会分配，但还需要对各族群的薪酬差异作进一步研究后才能制订出更为具体的政策。
为了解决工资不平等，特别是在公司的这一问题。已经有学者建议在全国、州和地方层面展开随机性的工作审计。过去曾利用审计来研究工资不平等的问题，也可以用来对现今公司中的种族薪资差距进行主动监控。

## 种族薪资差距研究的局限性和批评
对不同种族薪资差距的原因和后果加以评估和了解是认识美国种族不平等的一个重要组成部分。但工资差距并不涵盖所有方面的不平等，所以有必要配合其他类型的不平等来加以了解。例如，社会学家玛丽·C·沃特斯和卡尔·艾什巴赫指出，其他类型的不平等对全面认识美国种族不平等非常重要：“包括卫生和人口措施，如婴儿死亡率、预期寿命、发病率和伤残率。”
“不同民族和种族群体在住房拥有率、居住隔离、总体财富、接触犯罪和有毒污染物以及接触上层社会的机会等各个方面都存在不同”，因此，种族薪酬差异只是美国种族不平等的一个方面。
一些学者还针对种族薪资差距研究提出了批评：这一研究无法厘清某个种族失业人口的数量。对平均收入水平的研究无法反映出失业人口增长的种族差异。巴特勒——赫克曼假说认为，拥有技能最少的社会成员最有可能处于失业状态，这表示种族薪资差距研究的结果并不能简单等同于种族间的整体工资差异。一份考虑失业因素的黑人和白人工资差距分析表明，如果剔除1900到1950年间的失业率因素影响，那么黑人和白人的平均工资差距就从13%直线下降到了只有3%。